# Эбисава, Дайсукэ
Дайсукэ Эбисава (яп. 蛯沢 大輔 Эбисава Дайсукэ, 28 мая 1978, Тохоку, Аомори) — бывший японский биатлонист и лыжник, участник зимних Олимпийских игр 2006 года, трёх биатлонных чемпионатов мира и одного лыжного.

## Карьера

### Лыжные гонки
Дайсукэ начинал выступать на международных соревнованиях как лыжник. С 1997 по 2003 год он ни разу не выступил на этапах лыжного Кубка мира, но принял участие в трёх гонках чемпионата мира 1999 года в Рамзау. Коньковую гонку на 30 км он закончил 62-м, классическую гонку на 10 км  — 66-м, а в последовавшем преследовании учлучшил позицию до 60-го места. На Универсиаде 2001 года в Закопане Дайсукэ стартовал в двух гонках на 10 км: классическую он закончил 61-м, а коньковую — 43-м. Также на его счету 4 подиума на Континентальном кубке, среди которых одна победа.

### Биатлон
С сезона 2001/02 Эбисава периодически выступал в Кубке мира по биатлону. Лучший его результат в личной гонке на этапе Кубков мира был показан в сезоне 2003/04 в Лейк-Плэсиде, когда он занял 13-е место в спринте. Единственный старт Дайсукэ на Олимпийских играх завершился 62-м местом в спринте на Олимпийских играх 2006 года в Турине, эта гонка стала последней в его карьере и была единственной в том сезоне. Лучший личный результат на чемпионатах мира — 36-е место в преследовании на чемпионате мира 2004 года в Оберхофе.